# Cerisier du Tibet
Prunus serrula
Espèce
Classification APG II (2003)
Le cerisier du Tibet (Prunus serrula) est une espèce de plantes à fleurs de la famille des Rosaceae originaire de Chine occidentale (Tibet). C'est un arbre d'ornement au Japon. Il a été introduit en Europe par Edward Adrian Wilson en 1908 et étudié en 1890 par le botaniste français Adrien Franchet d'après des spécimens envoyés au Muséum d'histoire naturelle de Paris par le RP Delavay.

## Description
C'est un petit arbre (8 à 12 m maximum) à houppier dense et arrondi et à croissance plutôt rapide.
Sa fine écorce est rouge brun brillant, acajou, se désquamant en lambeaux horizontaux.
Ses feuilles simples, lancéolées et dentées sont alternes et à court pétiole.
Le cerisier du Tibet commence à fleurir abondamment dès les premières chaleurs d'avril pour disparaître vers la mi-mai. Petites fleurs en coupe d'environ 2 cm de diamètre, à 5 pétales. Elles sont groupées par deux, trois ou quatre, en bouquets pendants.
Le fruit est une petite drupe noire.
À la fin de l'automne, les feuilles vertes virent au jaune ou au rouge.

## Culture
En Europe et en Amérique du Nord, on le greffe habituellement sur du Prunus avium ; les espèces de culture donnent rarement des fruits.
Son tronc et son écorce seront mis en évidence en élevant l’arbre en cépée (plusieurs troncs).
Il existe un cultivar hybride assez répandu : Prunus serrula × Prunus serrulata.

## Illustrations

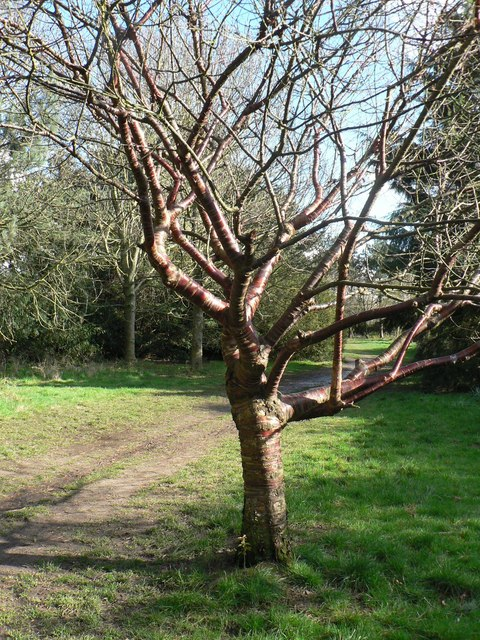
Aspect du cerisier du Tibet en hiver.
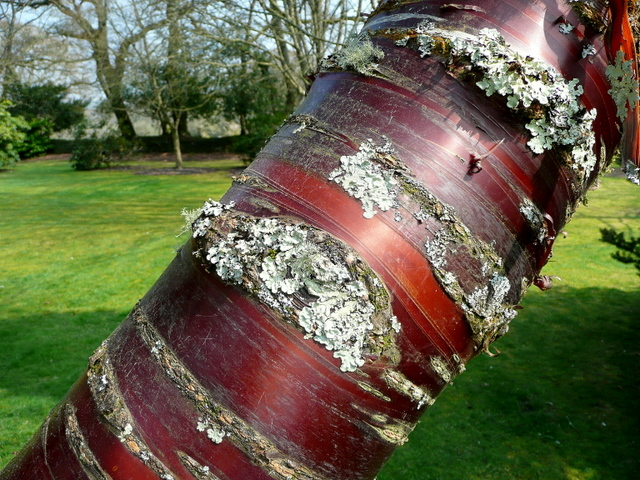
Détail du tronc couleur acajou caractéristique, avec du lichen.
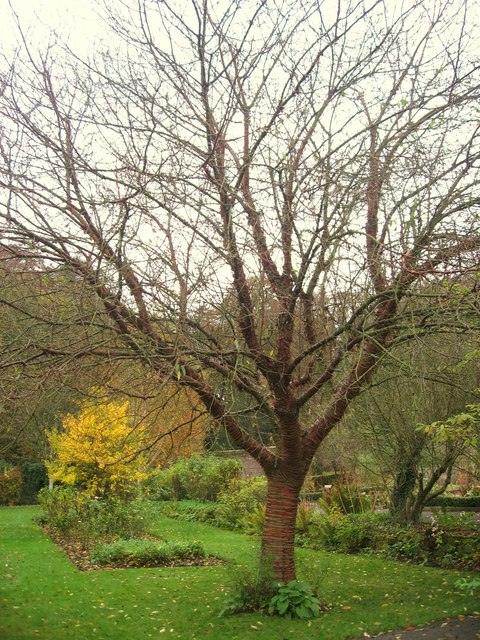
Cerisier du Tibet à la fin de l'automne.
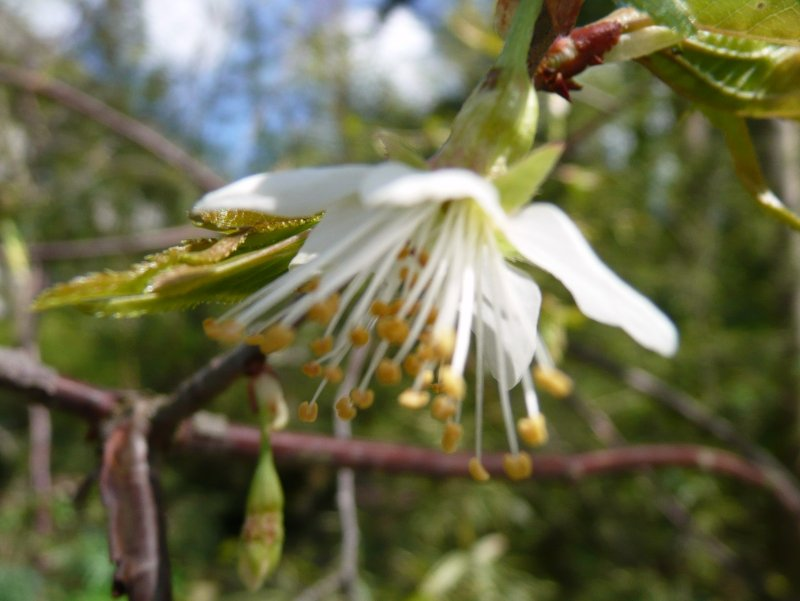
Fleur du cerisier du Tibet.